# Hobbs
Hobbs – miasto w Stanach Zjednoczonych, w stanie Nowy Meksyk, w hrabstwie Lea.